# Litsea dielsiana
Litsea dielsiana är en lagerväxtart som beskrevs av Teschn.. Litsea dielsiana ingår i släktet Litsea och familjen lagerväxter. Inga underarter finns listade i Catalogue of Life.